# Marzia Caravelli
Marzia Caravelli (née le 23 octobre 1981 à Pordenone) est une athlète italienne, spécialiste du 100 mètres haies.

## Biographie
Son club est le CUS de Cagliari.
3e lors des Championnats d'Europe par équipes à Stockholm en 2011, Marzia Caravelli établit son record à 13 s 01 à Pergine Valsugana en juillet de la même année ce qui la qualifie pour les Mondiaux de Daegu.
Elle bat le 13 mai 2012 à Montgeron le record d'Italie en 12 s 85, avec un vent favorable de 1,8 m/s.
Elle se qualifie pour la finale du 100 m haies des Championnats d'Europe d'athlétisme 2012.
Elle remporte la médaille d'or des Jeux méditerranéens de 2013 à Mersin devant sa compatriote Veronica Borsi.
Le 28 juillet 2013, elle remporte en 23 s 16, record personnel, le titre national du 200 m, devant Gloria Hooper et Irene Siragusa à l'Arena Civica. Le 26 mai 2016, elle porte son record à Orvieto sur 400 m haies à 55 s 69, ce qui lui donne le minima pour les Jeux olympiques de Rio.

## Palmarès
| Date | Compétition                       | Lieu      | Résultat | Épreuve     | Temps         |
| ---- | --------------------------------- | --------- | -------- | ----------- | ------------- |
| 2011 | Championnats d'Europe par équipes | Stockholm | 3e       | 100 m haies | 13 s 21       |
| 2012 | Championnats d'Europe             | Helsinki  | 5e       | 100 m haies | 13 s 11       |
| 2013 | Jeux méditerranéens               | Mersin    | 1re      | 100 m haies | 12 s 98       |
| 2014 | Championnats d'Europe             | Zurich    | 4e       | 4 × 400 m   | 43 s 86       |
| 2017 | Championnats d'Europe par équipes | Lille     | 6e       | 4 × 400 m   | 3 min 29 s 84 |

## Records
| Épreuve     | Épreuve   | Temps   | Lieu      | Date            |
| ----------- | --------- | ------- | --------- | --------------- |
| 60 m haies  | En salle  | 7 s 97  | Sopot     | 7 mars 2014     |
| 100 m haies | Plein air | 12 s 85 | Montgeron | 13 mai 2012     |
| 200 m       | Plein air | 23 s 16 | Milan     | 28 juillet 2013 |
| 200 m       | En salle  | 23 s 69 | Ancône    | 11 janvier 2014 |
| 400 m haies | Plein air | 55 s 69 | Orvieto   | 26 mai 2016     |